# Cass Bauer
Cassandra Sue Bauer, coniugata Bilodeau, detta Cass (Hysham, 27 giugno 1972), è un'ex cestista statunitense, professionista nella ABL e nella WNBA.

## Palmarès
- Campionessa ABL (1997)